# Franco Ibarra
Franco Ibarra, né le 28 avril 2001 à Tigre en Argentine, est un footballeur argentin jouant au poste de milieu défensif au CA Rosario Central.

## Biographie

### Argentinos Juniors
Né à Tigre en Argentine, Franco Ibarra est formé par l'Argentinos Juniors, qu'il rejoint à l'âge de neuf ans. Il débute en professionnel avec ce club le 10 décembre 2019, en championnat, lors de la réception de l'Estudiantes de La Plata. Il entre en jeu et les deux équipes se neutralisent (1-1 score final).
Le 26 juin 2020, Ibarra prolonge son contrat avec son club formateur jusqu'en décembre 2024.

### Atlanta United
Le 22 février 2021, Franco Ibarra rejoint les États-Unis pour s'engager en faveur de l'Atlanta United.
Franco Ibarra joue son premier match sous ses nouvelles couleurs le 7 avril 2021, à l'occasion d'une rencontre de Ligue des champions de la CONCACAF face aux Costariciens de la LD Alajuelense. Il est titularisé et son équipe s'impose par un but à zéro.

#### Prêts
En juillet 2023, Edwin Mosquera revient de son prêt de Defensa y Justicia et Atlanta United se retrouve alors avec quatre joueurs au statut « U22 Initiative », le maximum autorisé étant de trois. Pour se conformer aux règles de la Major League Soccer, Franco Ibarra est ainsi prêté jusqu'à l'issue de la saison 2023 au Toronto FC le 10 juillet.
Le 5 janvier 2024, Franco Ibarra rejoint le CA Rosario Central sous la forme d'un prêt jusqu'à la fin de l'année,.